# Monstre de Pope Lick
Pour les articles homonymes, voir Goatman (homonymie).
Le monstre de Pope Lick (en anglais Pope Lick Monster, prononcé : /'pəʊplɪk ˌmɑːnstɚ/, souvent surnommé Goat Man, « l'homme-bouc » ou parfois Sheepman, « l'homme-mouton ») est une créature de légende urbaine apparaissant sous une forme mi-humaine, mi-caprine ou bien mi-ovine et relevant du folklore local du Kentucky. La légende situe le lieu de résidence du monstre sous le pont ferroviaire à tréteaux surplombant Pope Lick, une crique du quartier Fisherville de Louisville (Kentucky), aux États-Unis.

## Origines présumées
Il existe de nombreuses légendes urbaines quant aux origines du monstre et ses modes d'interaction mortelle. Selon certains récits, la créature utilise soit l'hypnose soit le mimétisme vocal pour attirer ses victimes sur le pont jusqu'à leur rencontre fatale avec un train venant en sens inverse. D'autres histoires prétendent que le monstre saute depuis les tréteaux du pont chevalet sur le toit des voitures passant en dessous. En outre, d'autres mythes racontent que l'homme-bouc attaque les visiteurs avec une hache ensanglantée et dont la seule vision même est si perturbante que les malheureuses victimes se sentent contraintes de sauter dans le vide.
D'autres légendes soutiennent qu'il s'agit d'un monstre de foire présenté comme un hybride humain-chèvre échappé d'un cirque et criant vengeance pour les maltraitances subies. Dans une autre version, il est dit que le monstre s'est échappé après le déraillement d'un train sur le pont. D'après une autre version, communément racontée par les habitants de la région, le monstre serait en réalité la réincarnation difforme d'un fermier qui aurait sacrifié des chèvres en échange de pouvoirs sataniques. 

## Le film
En 1988, le monstre fait l'objet d'un court-métrage réalisé par le Louisvillois Ron Schildknecht et intitulé The Legend of the Pope Lick Monster.
Le film, d'une durée de 16 minutes et d'un budget de réalisation de 6 000 $, voit sa sortie en salle le 29 décembre 1988 au cinéma Uptown Theatre. La majeure partie du film montre pour décor des images du pont de Pape Lick, mais certaines scènes se déroulent en réalité dans un autre lieu moins exposé aux risques pour des questions de sécurité de l'équipe de tournage.

## Des dangers bien réels
Les multiples histoires liées à la créature ont transformé la région en pôle d'attraction pour touristes friands de légendes urbaines. Il y a eu un certain nombre de morts et d'accidents autour du pont à tréteaux depuis sa construction, malgré l'érection d'une clôture de près de 2 mètres et demi pour éloigner les visiteurs curieux.
Une idée fausse mais assez répandue localement suggère que le pont à tréteaux serait désaffecté et laissé à l'abandon ; en réalité, le pont constitue au contraire une artère ferroviaire majeure qui se prolonge dans Louisville. Des trains de marchandises lourds traversent ce pont plusieurs fois par jour, il n'est donc pas improbable que quelqu'un se retrouve au sommet et se laisse surprendre par un train arrivant en sens inverse. La société d'exploitation, Norfolk Southern Railway exhorte le grand public à ne pas escalader les tréteaux, allant jusqu'à menacer tout  contrevenant d'une mise sous les verrous.

### Les avertissements de la société ferroviaire
Par l'intermédiaire de leurs représentants, les cheminots de la Norfolk Southern Railway ont exprimé leur inquiétude vis-à-vis des conduites dangereuses que pourrait induire le film, y voyant un encouragement pour les adolescents à arpenter les tréteaux du pont. Selon la société ferroviaire, une scène trompeuse est particulièrement risquée : le personnage principal, un lycéen, échappe de justesse à un train à l'approche en se suspendant à bout de bras sur le côté des tréteaux. En réalité, peu d'individus auraient l'endurance physique de rester accrochés sur les 5 à 7 minutes que nécessite la traversée effective des 235 mètres du pont par le train ; de plus, les vibrations sont si fortes que les tréteaux tremblent au passage du convoi.
Redoutant une éventuelle explosion du nombre d'accidents mortels, la Norfolk Southern publie une déclaration destinée à être lue lors de la première. Il s'agit d'une mise en garde contre les dangers du pont à tréteaux et d'un avertissement informant le public que toute intrusion sur le site exposait les contrevenants à de graves ennuis judiciaires.

## Accidents tragiques
Si l'existence tangible du monstre de Pope Lick reste à démontrer, il en va autrement des nombreux accidents mortels de ceux qui partent sur les traces de la légende sur le pont à tréteaux et qui remplissent la rubrique nécrologique du quotidien local The Courier-Journal. La série de drames ferroviaires survenus sur les lieux confirme la véhémence des avertissements émis par les cheminots.
En 1988, un jeune homme de 17 ans, Jack « JC » Charles Bahm II, se trouve heurté et tué par un train tandis qu'un autre jeune homme est blessé alors qu'il tente de traverser le pont. En 1994, un homme meurt sous un train après que son VTT se retrouve coincé dans les tréteaux, le piégeant fatalement sur les voies. En 2000, un jeune de 19 ans est mort après avoir été heurté par un train.
Le 23 avril 2016, une touriste de 26 ans, Roquel Bain, originaire de l'Ohio, alors à la recherche du monstre, décède happée par un train. Son petit ami survit en se suspendant par les côtés des tréteaux,. Le 26 mai 2019, Savanna Bright, 15 ans, est déclarée morte sur les lieux après s'être retrouvée, avec une amie, sur la voie ferrée près du pont de Pope Lick. L'amie non identifiée de Bright est transportée au CHU de Louisville.